# Abbazia di Gembloux
L'abbazia di Gembloux era un'abbazia benedettina vicino alla città di Gembloux nella provincia di Namur in Belgio.
L'abbazia fu fondata nel 945 circa da San Guiberto di Gembloux (882-962) e sviluppata con successo. Numerosi copisti di manoscritti lavoravano nell'abbazia e la biblioteca del monastero era famosa in tutta Europa. Uno dei monaci più famosi dell'abbazia fu il cronista dell'XI secolo Sigebert di Gembloux e il suo abate Olbert di Gembloux. Un secolo dopo, Guibert-Martin di Gembloux fu anche attivo come scrittore di lettere e testi agiografici.
Il palazzo dell'abate fu ristrutturato nel periodo 1762-79 secondo i piani del noto architetto barocco Laurent-Benoît Dewez.
Gli edifici dell'abbazia oggi ospitano una parte dell'Università di Liegi, la Gembloux Agro-Bio Tech.